# Me & Reas
Me & Reas ist eine deutsche Indie/Pop-Band. Sie wurde 2009 in Nürnberg gegründet.

## Geschichte
Me & Reas wurde 2009 von Andreas Jäger als Singer-Songwriter-Projekt ins Leben gerufen. Zunächst als Solo-Projekt mit diversen Gastmusikern erdacht, entwickelte sich das Projekt allerdings ab 2013 zu einer festen Band, die seitdem in der gleichen Besetzung zusammen spielt. Nach zwei in Eigenregie produzierten und vertriebenen Solo-Alben, erschien mit From My Window Ledge am Ende 2013 der erste gemeinsame Langspieler der Band. Im Oktober 2016 folgte die EP Where We Know All The Names (Radicalis, Believe).
2013 wurde Me & Reas zum Gewinner des nationalen Radio Energy Newcomer Contest gewählt, wodurch die Band ihren ersten Plattenvertrag angeboten bekam. In Folge spielte Me & Reas außerdem im Vorprogramm namhafter Künstler, wie Hurts, John Newman, Namika, Mighty Oaks, Mark Forster, Cassandra Steen, Hundreds, Glasperlenspiel und The Whiskey Foundation.
Der Titel „Bayerische Band der Woche“ vom Jugendkanal Puls des Bayerischen Rundfunks wurde der Formation sowohl im Oktober 2014 als auch im Mai 2016 verliehen.

## Diskografie

### Alben
- 2009: Youth Is Wasted on The Young
- 2011: Heartstrings Out of Tune
- 2013: From My Window Ledge
- 2016: Where We Know All the Names
- 2018: Past Perfect
- 2020: Isolace (EP)

### Singles
- 2009: More Than Just Breathing
- 2013: The Daylight Saving Time
- 2016: We Own the City
- 2018: More Than Just Breathing 2018
- 2020: Best Regards

## Auszeichnungen
- 2014 & 2016: BR Puls – Bayerische Band der Woche[8]
- 2013: Radio Energy – Gewinner des Newcomer Contest[9]